# Jochen Bachfeld
Jochen Bachfeld (ur. 17 grudnia 1952 w Sülstorf) – wschodnioniemiecki bokser, mistrz olimpijski z 1976.
Zdobył srebrny medal w wadze papierowej na mistrzostwach Europy juniorów w 1970 w Miszkolcu.
Wystąpił w wadze piórkowej (do 57 kg) na igrzyskach olimpijskich w 1972 w Monachium. Zwyciężył w dwóch walkach i przegrał w kolejnej z Gabrielem Pometcu z Rumunii. Na pierwszych mistrzostwach świata w 1974 w Hawanie startował w wadze lekkiej (do 60 kg); przegrał pierwszą walkę z późniejszym mistrzem Wasilijem Sołominem z ZSRR przez techniczny nokaut w 1. rundzie.
Na letnich igrzyskach olimpijskich w 1976 w Montrealu startował w wadze półśredniej (do 67 kg). Wygrał kolejno sześć walk (w finale z Pedro Gamarro z Wenezueli) i zdobył złoty medal.
Startował w kategorii półśredniej na mistrzostwach świata w 1978 w Belgradzie, gdzie po wygraniu jednej walki przegrał w ćwierćfinale z późniejszym mistrzem Walerijem Raczkowem z ZSRR. W 1979 zakończył karierę bokserską.
Był mistrzem NRD w wadze piórkowej w 1972 oraz w wadze półśredniej w 1976.